# Un lapin pour le dîner
Pour plus de détails, voir Fiche technique et Distribution.
Un lapin pour le dîner (The Wabbit Who Came to Supper) est un cartoon de la série américaine Merrie Melodies réalisé par Friz Freleng, mettant en scène Bugs Bunny et Elmer Fudd et sorti en 1942.

## Résumé
Un jour de chasse, Bugs est poursuivi par les chiens d'Elmer. Ils finissent par coincer le lapin près d'un arbre, mais ignorent que le rusé léporidé imite l'un d'eux (il leur dit être Rintintin). Elmer arrive avec son fusil et met en joue Bugs. Ce dernier est sauvé in extremis lorsque Elmer apprend par scooter-express qu'il hérite de 3 000 000 $ de son oncle Louie. Elmer peut hériter à une condition : ne pas blesser les animaux, surtout les lapins. En rentrant chez lui, il remarque Bugs en train de se doucher, chantant Angel in Disguise, qui n'en sort momentanément que pour trouver le bon ton à l'aide du piano de la maison. Elmer tente de déloger Bugs de la baignoire, mais le lapin lui bouche son fusil avec la bonde. Puis il lui rappelle, par une feuille écrite, de penser à son oncle. 
Bugs continue nonchalamment sa toilette en se rasant (!) les aisselles et la queue. Il se pomponne également, puis se lime les ongles (avec les gants !) dans un fauteuil. Elmer lui demande de repartir dans les bois, mais son gentil tapotement sur la tête de Bugs est interprété par Bugs comme une brutalité. Il crie, fait chanter Elmer en disant qu'il va appeler Louie au téléphone. Il exige d'Elmer une pièce de monnaie, comme s'il s'agissait d'un téléphone public. Elmer s'exécute cependant, mais le rusé lapin glisse la pièce... dans sa poche (de fourrure), puis discute avec un certain Mert. Elmer lui promet de ne plus le prendre en chasse s'il n'appelle pas son oncle. Le lapin demande à manger. Elmer le conduit à une porte... qui amène le lapin dehors. 
Bugs, voyant qu'il s'est fait avoir, joue le malade mourant (avec un aparté au public sur l'idée qu'il devrait décrocher un Oscar avec cette scène) et entre à nouveau dans la maison. Elmer le berce dans ses bras. Bugs exige qu'il le balance (swing) plus vite. Ils apprennent par lettre que l'oncle est mort, mais en raison des frais importants, Elmer est redevable de 1,98 dollars. Elmer est furieux, il commence une course poursuite avec Bugs dans la maison. Devant trois grands vases, Bugs se cache dans celui du milieu. Elmer grimpe dedans à sa recherche, mais le lapin réapparaît par deux oreilles, une dans chacun des autres pots, oreilles qui repèrent l'arrière-train d'Elmer et le fessent. Ces deux oreilles se rejoignent pour reformer le lapin, et la course reprend. Ils tournent en rond. Sonne alors minuit à l'horloge.     
Bugs fait croire à Elmer que c'est le jour de l'an (bien qu'en réalité ce soit le mois de juillet). Elmer chante Auld Lang Syne (Ce n'est qu'un au revoir, chant traditionnel du passage à la nouvelle année) avec Bugs, puis s'aperçoit de la supercherie en lisant le calendrier. Bugs s'enfuit dans la cave. Mais il en ressort vite en disant au passage à Elmer qu'il y fait trop noir. Bugs Bunny se réfugie dans une chambre. Quand Elmer le découvre, Bugs est déguisé en femme en sous-vêtements. Le lapin crie à l'attentat à la pudeur. Elmer referme vivement la porte, puis réfléchit. Il repart à l'attaque du lapin. Ce dernier s'enfuit hors de la maison. Elmer croit s'en être débarrassé, mais un colis lui est remis par un facteur. C'est un œuf de Pâques dans lequel se trouve une ribambelle de lapereaux qui disent « Quoi d'neuf, docteur ? » au moment de l'ouverture, puis qui s'égaillent partout dans la pièce.

## Influence
La séquence dans laquelle Bugs téléphone (« C'est toi, Myrt ? Comment vont les (petites) choses ?») est tirée d'un gag d'une émission populaire radiodiffusée américaine : « Fibber McGee and Molly (en) ».

## Fiche technique
Source IMDb
- Réalisation : Friz Freleng (I. Freleng)
- Scénario : Michael Maltese
- Producteur : Leon Schlesinger
- Production : Leon Schlesinger Studios
- Distribution :
  - 1942 : Warner Bros. Pictures
  - 1993 : MGM/UA Home Entertainment (vidéo)
  - 2005 : Warner Home Video (DVD)
- Musique : Carl W. Stalling (non crédité)
- Montage : Treg Brown (non crédité)
- Langue : anglais
- Pays de production : États-Unis
- Genre : court métrage de dessin animé comique
- Format : 1,37:1 - couleur Technicolor - 35 mm - son mono - procédé cinématographique : sphérique
- Durée : 8 minutes (200 m, une bobine)
- Date de sortie : États-Unis  : 28 mars 1942
- Licence : domaine public[2]

### Animateurs
- Richard Bickenbach

Absents du générique :
- Cal Dalton
- Gil Turner (en)
- Manuel Perez
- Gerry Chiniquy

## Distribution
Source IMDb
Voix originales :
- Bugs Bunny  : Mel Blanc
- Elmer : Arthur Q. Bryan

## Musiques
- Angel in Disguise (en)

Musique par Stefan Weiß (de) et Paul Mann, paroles par Kim Gannon (en), chantée par Bugs Bunny.
- Rock-a-bye Baby (en)

Musique par Effie I. Canning (en), chantée par Elmer Fudd
- Auld Lang Syne

Musique traditionnelle écossaise 
- We're in the Money (en)

Musique par Harry Warren, paroles de Al Dubin
- For He's a Jolly Good Fellow

Musique traditionnelle anglaise